# Bluto
Bluto (también conocido como Brutus o Bruto) es un personaje de historieta creado en 1932 por Elzie Crisler Segar. En un comienzo fue ideado como un personaje unitario llamado Bluto el terrible en la tira cómica Thimble Theatre, publicación que tiempo después se llamó Popeye. Bluto hizo su primera aparición el 12 de septiembre de ese año. Fleischer Studios lo readaptó en 1933 para ser un villano recurrente en la serie animada de Popeye, junto a Popeye quien en ocasiones es su amigo o aliado, pero la mayoría de veces es su "némesis" y su principal rival en la disputa por el amor de Olivia Olivo, salvo en una aventura donde ambos rechazan pelearse por ella debido a que Oliva dejó de peinarse y maquillarse. Sin embargo Olivia sentía un amor muy grande hacia Bluto/Brutus pero no sabía como decirle de la existencia de ese amor, al final de la historia ambos están juntos procrean hijos  y dejan solo a Popeye. Fue incluido en la versión cinematográfica de Popeye en 1980.

## ¿Bluto o Brutus?
El enemigo/amigo, aliado y también rival de Popeye se ha llamado de ambas maneras, aunque el nombre correcto es Bluto, ya que así es como apareció en la tira cómica Timble Theatre. Cuando King Features comenzó a producir cortos para televisión supusieron erróneamente que Bluto había sido creado por los estudios Fleischer y, por lo tanto, el copyright del nombre lo tenía Paramount, por lo que idearon la estratagema legal de cambiar ligeramente al personaje y rebautizarlo "Brutus" (incluso afirmaron que este era el nombre original del personaje en la tira). Con este nombre el personaje operó durante dos años y a partir de la serie animada The All-New Popeye Hour volvió a llamarse Bluto.